# Mateusz Kornecki
Mateusz Kornecki (Skarżysko-Kamienna, 5 de junio de 1994) es un jugador de balonmano polaco que juega de portero en el ThSV Eisenach. Es internacional con la selección de balonmano de Polonia.
Su primer gran campeonato con la selección fue el Campeonato Mundial de Balonmano Masculino de 2017.

## Palmarés

### Kielce
- Liga de Polonia de balonmano (4): 2020, 2021, 2022, 2023
- Copa de Polonia de balonmano (1): 2021

## Clubes
| Club              | País     | Año         |
| ----------------- | -------- | ----------- |
| NMC Górnik Zabrze | Polonia  | 2013 - 2019 |
| Vive Kielce       | Polonia  | 2019 - 2023 |
| ThSV Eisenach     | Alemania | 2023 - Act. |